# Constantin Lupeanu
Constantin Lupeanu (n. 4 august 1941, Murgași, România) este un scriitor, traducător, sinolog, diplomat și ambasador din România.

## Biografie
A studiat la școala generală în comuna Murgași din județul Dolj, Colegiul Național Carol I din Craiova și la Universitatea din București, Limba și Literatura Chineză. Vorbește limbile: română, engleză, franceză, chineză.    
Activitatea culturală
Romane
- Concubina Imperială, roman, 96 pagini, Editura Qilinul din Jad, 1991
- O lume de Sfincși, roman, 384 pagini, publicat de Uniunea Scriitorilor din România - Redacția Publicațiilor pentru Străinătate, în 2004, prin concurs organizat de USR
- Între Cer și Pământ, roman, 256 pagini, Editura Niculescu, 2013
- Templierul din Carpați, roman, 292 pagini, Editura Rawex Coms, 2021
- Ambasador în Musonia, roman, 242 pagini, Editura Rawex Coms, 2021
- Crima la MAE, roman, 117 pagini, Editura Rawex Coms, 2021
- Calea înțelepciunii, roman, în lucru.

Eseuri
- Pași în lumea chineză, 274 pagini, Editura Sport Turism, 1975
- Viața intimă la chinezi, 160 pagini, Editura Qilinul din Jad, 1992
- O istorie a civilizației chineze (în lucru)
- Toți oamenii sunt frați, 472 pagini, Editura Zhongyi, August 2018, ediție în limba chineză, Sihai Zhinei Jie Xiongdi
- Toți oamenii sunt frați, 424 pagini, Editura și tipografia Rawex Coms SRL, București, Noiembrie 2019
- Toți oamenii sunt frați, Ediția a doua, 424 pagini, Editura și tipografia Rawex Coms SRL, București, 2022.

Traduceri
Cele mai multe cărți au fost semnate împreună cu soția, poeta Mira Lupeanu
- Cao Yupao, roman autobiografic, 224 pagini, Editura Junimea, 1973
- Mituri repovestite, nuvele de Lu Xun, 128 pagini, Editura Albatros, 1976
- Întâmplări din lumea cărturarilor, roman de Wu Jingzi, secolul 13, 560 pagini, Editura Univers, 1978; reeditat în colecția Biblioteca pentru toți, numerele 1128 și 1129, cu 318 și 322 pagini, Editura Minerva, 1982
- Familia, roman modern de Ba Jin, 404 pagini, Editura Univers, 1979
- Teatru modern chinez, antologie a 7 piese de teatru din secolul 20, 440 pagini, Editura Univers, 1981
- Patru generații sub același acoperiș, roman modern de Lao She, 608 pagini, Editura Militară, 1983
- Piersica de Primăvară, antologie a 20 de nuvele din secolul 20, 460 pagini, Editura univers, 1983
- Lacul adânc, nuvele de scriitorul contemporan Wang Meng, 288 pagini, Editura Cartea Românească, 1984
- O viață, roman modern de Ye Shengtao, 336 pagini, Editura Univers, 1985
- Cartea poemelor, culegere de poezie populară și cultă întocmită de Confucius în secolul 5 î.Hr., colecția Cele mai frumoase poezii, numărul 195, 228 pagini, Editura Albatros, 1985
- Lotus de Aur, Vaza și Prunișor de Primăvară, roman publicat sub pseudonismul Cărturarul Mucalit de pe Măgura cu Magnolii, secolul 16, 2 volume, 1230 pagini, Editura Cartea Românească, 1985
- Întâmplări din lumea mandarinilor, roman de Li Baojia, secolul 19, 564 pagini, Editura Univers, 1986
- Crizantema de munte, roman contemporan de Feng Dezing, 480 pagini, Editura Militară, 1986
- Poezie Chineză Contemporană, antologie a 330 poezii de 77 poeți din secolul 20, 420 pagini, Editura Dacia, 1986; reeditată într-o ediție cu 155 poezii, 23 poeți, 224 pagini, Editura Miracol, 1996
- Osândiții mlaștinilor, roman de Shi Naian, secolul 15, 3 din cele 4 volume, cu 464, 528, 368 pagini, Editura Militară, 1987, 1988, 1989
- Poeme, poezie modernă de Ai Qing, 144 pagini, Editura Univers, 1988
- Trei cazuri uluitoare, roman polițist din secolul 17, 224 pagini, Editura Qilinul din Jad, 1992
- Rogojina de rugă a cărnii, roman din secolul 16, 256 pagini, Editura Qilinul din Jad, 1996
- Yi Jing, Cartea Schimbărilor, carte de filosofie și divinație întocmită de Confucius, 2 volume, 880 pagini, Editura Qilinul din Jad, 1997; reeditata într-o editie prescurtata, 2005
- Lao Zi și Confucius, textele fundamentale ale taoismului și confucianismului, 384 pagini, Editura Qilinul din Jad, 1997
- Opere Alese, de Deng Xiaoping, 384 pagini, Editura Politică, 1987
- Ho Chi Minh, Jurnal din inchisoare, poeme, 164 pagini, Editura Qilinul din Jad, 2005
- Ho Xuan Huong, Poezii, 152 pagini, Editura Qilinul din Jad, 2006
- Însemnarea călătoriei spre vest, roman, secolul al XVI-lea, în 101 capitole, 2 volume, 480 si, respectiv: 568 pagini, de Wu Chengen, Editura Qilinul din Jad, 2008
- Integrala Zhuang Zi, Simbolurile Integritatii Infinite, texte filosofice taoieste, 406 pagini, Editura Litera, 2011.
- Părinții Sistemului Filosofic Taoist, 684 pagini, Editura Rawex Coms, 2013
- Flacără și cuvânt, versuri de Jidi Majia, pagini, Editura Ideea Europeană, 2014
- Culoarea Paradisului, versuri de Jidi Majia, 152 pagini, Editura Ideea Europeană, 2016
- Însemnarea călătoriei de întoarcere, versuri de Zhang Wei, 328 pagini, Editura Ideea Europeană, 2018
- Vulpea care venerează luna, Versuri și Cântece de XUE MO, 328 pagini, Editura Ideea Europeană, 2021
- Planeta despicată, versuri de Jidi Majia, 156 pagini, Editura Neuma, 2022
- Pingcheng - Oraș prosper, Viața și arta în Dinastia Wei de Nord, secolele IV și V , Editura Rawex Coms, 2023

Teatru
- De ce am murit de Xie Min, Teatrul Mic, București, 1984
- De ce am murit de Xie Min și Cartea poemelor de Confucius poezii în interpretarea a doi actori, Teatrul Național Iași, 1986
- Taifun de Cao Yu, Teatrul Nottara, București, 1988-1990

### Afilieri
- membru al Uniunii Scriitorilor din România din anul 1978

### Colaborări
- A publicat articole, studii și traduceri în revistele de cultură, a colaborat la emisiunea Teatru radiofonic etc.

## Premii și diplome obținute
- La 23 August 2016, Constantin Lupeanu a primit Premiul pentru Merite Speciale, la cea a zecea ediție a Târgului de Carte de la Beijing, China, oferit celor mai renumiți sinologi ai lumii, prin Administrația Națională pentru Presă, Tipărituri, Film și Radiotv. Este primul sinolog român premiat.
- Meritul cultural, 1985
- Ordinul pentru merit în grad de ofițer, 2000
- Premiul pentru Diplomație Culturală, 2005
- La 15 Octombrie 2023, la Festivalul de Poezie din Luzhou, China, s-au instituit două premii: Premiul pentru Traducere Literară și Premiul pentru Compoziție muzicală - „pentru a onora compozitori și traducători remarcabili de poezie și literatură din întreaga lume, diseminând lucrări muzicale și traduceri de poezie de clasă mondială și revitalizând învățarea reciprocă a artei și culturii chineze și străine”.

Premiul pentru traducere de literatură i-a revenit „poetului, scriitorului și traducătorului român Constantin Lupeanu”.